# FANTASIAN
『FANTASIAN』（ファンタジアン）は、ミストウォーカーが配信しているゲームアプリ。Apple Arcadeにて配信されている。
「ファイナルファンタジーシリーズ」のオリジナルクリエーターとして知られる坂口博信のプロデュースによる新規IPのコンピュータRPG。ゲームは前後編構成となっており前編エピソードが2021年4月2日、後半エピソードが2021年8月13日にそれぞれ世界同時でリリースされ、さらに大型アップデートが9月17日より提供されている。
2024年12月5日にスクウェア・エニックスのパブリッシングによりコンシューマ移植版『FANTASIAN Neo Dimension（ファンタジアン ネオ ディメンジョン）』が発売。対応プラットフォームはNintendo Switch・PlayStation 5・PlayStation 4・Xbox Series X/S・PC（Steam配信）。『Neo Dimension』では各キャラクターにボイスが追加されている。

## ストーリー
物語はマシン レルムとして知られる別の宇宙に入った後、記憶喪失になった若い男、レオアを中心に展開する。さまざまなキャラクターが彼の記憶を取り戻し、彼が誰であるかを発見するために彼に加わり、途中で謎の悪意のあるヴァムに立ち向かう。

## ゲームプレイ
『FANTASIAN』の世界を探索するには、プレイヤーが場所をタップする必要があり、レオアはその場所に移動する。プレイヤーが世界をナビゲートすると、プレイヤーが敵の小さなグループと戦わなければならないランダムな遭遇が発生する。これらの戦闘中、ゲームはターン制のRPG に変わる。戦闘中、プレイヤーは小さなパーティーをコントロールし、プレイヤーのターン中に、プレイヤーは1人の敵に物理的なダメージを与えたり、アイテムを使用して自分自身を助けたり状態異常を治したり、攻撃的な魔法攻撃などの魔法ポイントを必要とするスキルを使用したり、または複数の敵を攻撃する攻撃できる。モバイルデバイスでプレイする場合、プレイヤーは指で画面をスワイプして、攻撃する複数のターゲットを選択できる。キャラクターは戦闘後に経験値を獲得し、キャラクターが「レベルアップ」すると自動的に統計が増加し、ゲームの最初の部分の終わりに向かってスキルツリーにアクセスできる。
装備は、さまざまな店から購入するか、世界中に散らばっている宝箱から入手して、キャラクターの攻撃または防御のステータスを上げることができる。ゲームには、プレイヤーの進行状況を保存するチェックポイントとセーブ ポイントがある。
『FANTASIAN』の特徴的な要素として、プレイヤーが以前に遭遇した敵との戦いをスキップできる「ディメンジョンシステム」がある 。システムが有効になっている場合、プレイヤーはすぐに敵と戦うのではなく、敵が「Dimengeon」に配置されるため、プレイヤーは中断することなくゲームの世界を探索できる。しかし、「Dimengeon」は一定数の敵を収容することができず、それを超えるとプレイヤーは集めたすべての敵と一度に戦うことを余儀なくされる。これらの「Dimengeon」の戦いでは、攻撃力の増加や敵からターンを盗む能力など、プレイヤーが大量の敵と戦うのに役立つさまざまな機能強化が利用できる。
このゲームには、Apple Arcade で利用できるゲームの機能であるマイクロトランザクションは含まれていない。このゲームはマウスとキーボードもサポートしており、 DualShock 4などのコントローラーでプレイできる。

## 登場キャラクター
声は『Neo Dimension』より追加されたもの。
レオア
声 - 内田雄馬
本作の主人公。
キーナ
声 - 諏訪彩花

シャルル
声 - 長谷川育美

ジニクル
声 - 小西克幸

エズ
声 - 伊瀬茉莉也

チクッタ＆ハクッタ
声 - KENN（チクッタ）、岩井映美里（ハクッタ）

バウリカ
声 - 種﨑敦美

タン
声 - 小林親弘

## 開発

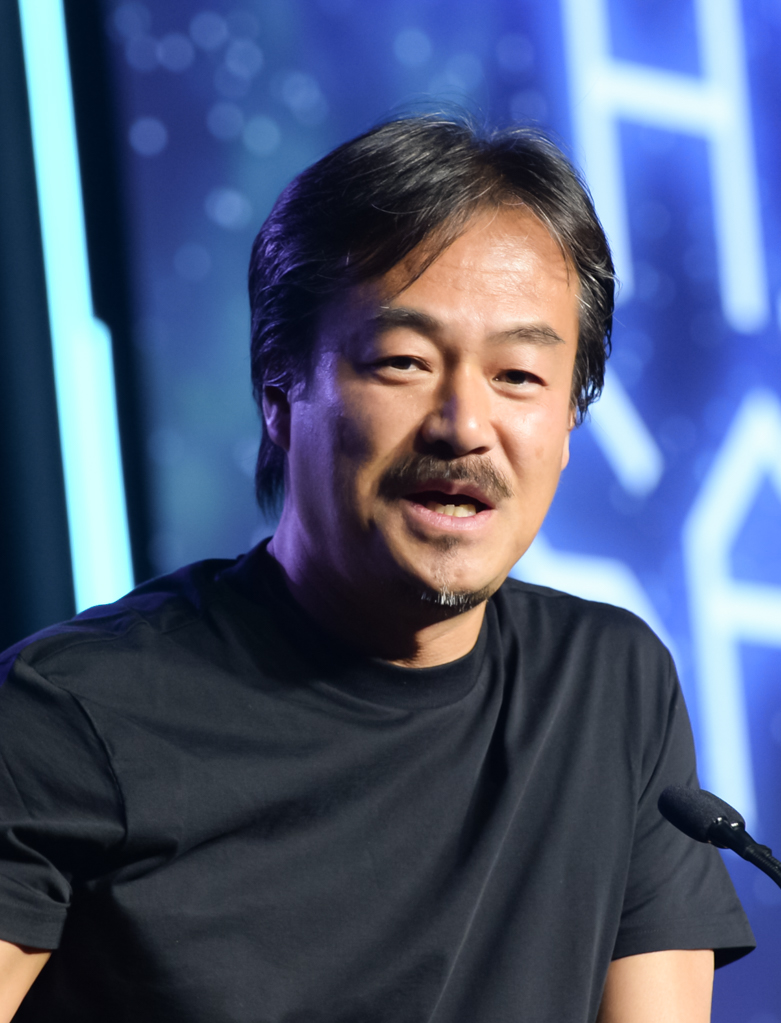
坂口博信脚本家兼プロデューサー（2015年）

『FANTASIAN』の企画・開発は2018年より開始された。これは、2019年3月25日に行われた Apple の Apple Arcade の紹介ビデオで最初に発表された。このゲームは、坂口が 2004 年に設立したスタジオ、Mistwalker によって開発された。このゲームは、坂口が「ファイナルファンタジーシリーズ」と植松の作品の両方のファンであるApple社員と会った後に最初に考案された。可能なアイデアの概念化に時間を費やした後、坂口のチームは、Apple向けのゲームを作成できるかどうか疑問に思っていた。このゲームは、Unityゲームエンジンで作成された。
概念的には、坂口は2018年に『ファイナルファンタジーVI』をリプレイした後、ゲームに携わっていた元同僚の何人かと「彼のルーツに戻る」ように促されたと感じた。これに先立ち、プロデューサーの坂口は『Party Wave』や『Blade Guardian』などのモバイル ゲームの制作に時間を費やし、2011年のWii向けの『ラストストーリー』が最後のナラティブロールプレイングゲームであった。FANTASIANで、坂口は過去の日本のロールプレイングゲーム（JRPG）をエミュレートしたものに取り組みたいと考え、それは彼が楽しんだスタイルであり、「古いスタイルはそれ自体で素晴らしいものになる可能性がある」と述べた。また坂口は年齢を理由として『FANTASIAN』が自身にとって最後のプロジェクトになる可能性があると認めた。
視覚的に、『FANTASIAN』は手作りのジオラマを使用している。これは開発の開始時に決定されたコンセプトであった。ミニチュア愛好家である坂口は過去に手掛けたアプリゲーム『テラウォーズ』においても手作りの要素を使用しており、従来のRPGでその概念をさらに探求したいと考えていた。以前の「ファイナルファンタジーシリーズ」の事前レンダリングされたレベルとは異なり、『FANTASIAN』は3Dスキャン技術を搭載したドローンを使用して、手作業で構築されたミニチュア セットをデジタルで再現した。この方法で作成されたジオラマは150を超えている。ジオラマは、『ドラゴンボール』で著名な鳥山明が作成したものを含む、日本の特撮業界のベテランによって作成された 。このプロセス故に開発チームは3Dモデリングプログラムに戻って変更することができなかったため、より長い概念計画の時間を必要とした 。「ジオラマ（開発）パイプラインを備えたゲームはおそらく存在しないはずだ」と述べたにもかかわらず、坂口はこのプロセスは彼が望む外観を得るために必要であると述べ、「複製できないユニークな手作りのタッチを提供する。ジオラマを変更するという課題のため、ゲームプレイとストーリーの要素はその逆ではなく、それに合わせて変更された。坂口は、ランダムエンカウンターバトルがプレイヤーのジオラマ環境の平和な探索を妨げると感じたため、「Dimengeon」システムを考案した。
『FANTASIAN』は前後編で構成されており、前編をクリアするには20 - 30時間程度を要し、後編は40 - 60時間の追加コンテンツでストーリーを完了する。最初の部分は、2021 年4月2日に全世界でリリースされた。後半は8月12日にリリースされた。さらに9月17日に“虚無の世界”と2周目と3周目の“強くてNewGame”が追加された。

## 音楽

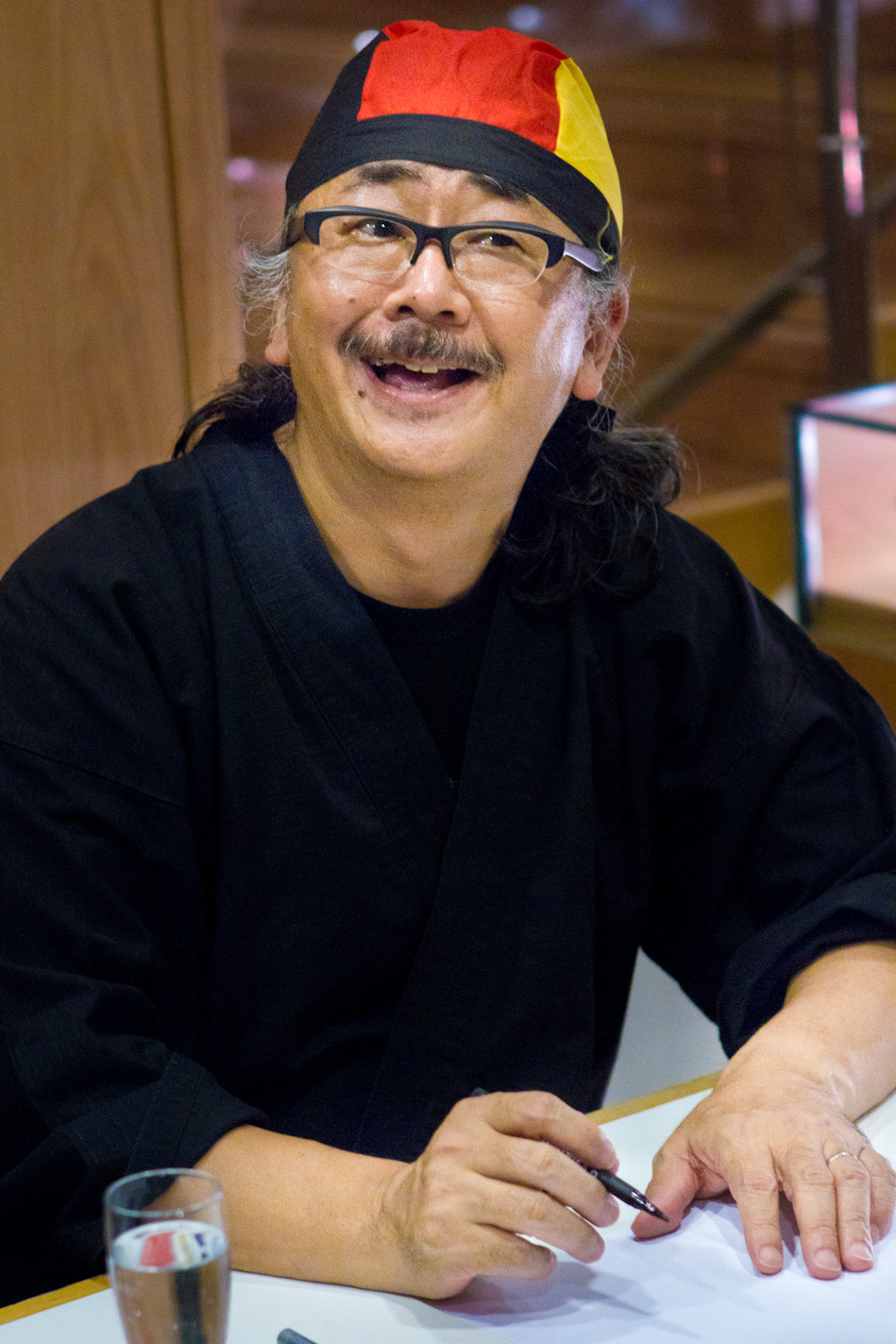
作曲家植松伸夫2011年

ゲーム音楽は植松伸夫が作曲。植松は以前に他のミストウォーカーのタイトルに取り組んでおり、『FANTASIAN』のためにそのサウンドトラック用に60のトラックを作曲し、本作の音楽を自身がこれまでに作った中で最高のサウンドトラックと考えている。健康上の問題もあり、植松は坂口と同様に『FANTASIAN』のサウンドトラックが自身にとって最後のフルワークになる可能性があると述べた。
『FANTASIAN』のサウンドトラックは、バロック音楽とシンセサイザーの融合で構成されている 。JRPG ジャンルに見られる従来の音楽から抜け出したい植松は、不協和音や民族楽器などの要素を実験した。音楽のいくつかは、作曲家が『FANTASIAN』の前にビデオゲームのサウンドトラックで使用したことがなかった即興演奏を特徴としている。植松は1年間、1日あたり13時間をゲームの音楽制作に費やした。サウンドトラックは、2021年7月よりApple Musicにてストリーミング配信を開始した。

## 評価
『FANTASIAN』は、 Metacriticによると「一般的に好意的なレビュー」を受けた。 「Dimengeon」システム、ジオラマセット、サウンドトラック、戦闘中のゲームプレイに特に賞賛が寄せられたが、ゲームのストーリーが典型的なJRPGストーリーであり、世界をナビゲートすることに批判が集中した。タッチコントロールではやや面倒で、 macOSなどの高解像度デバイスでゲームをプレイする場合、ゲームのグラフィックは標準以下である。
また、Apple Arcade Game of the Year 2021では本作が受賞した。